# Córdoba (kommun i Colombia, Bolívar, lat 9,50, long -74,92)
Córdoba är en kommun i Colombia.   Den ligger i departementet Bolívar, i den norra delen av landet, 600 km norr om huvudstaden Bogotá. Antalet invånare är 13 113.